# Bahnhof Köln/Bonn Flughafen

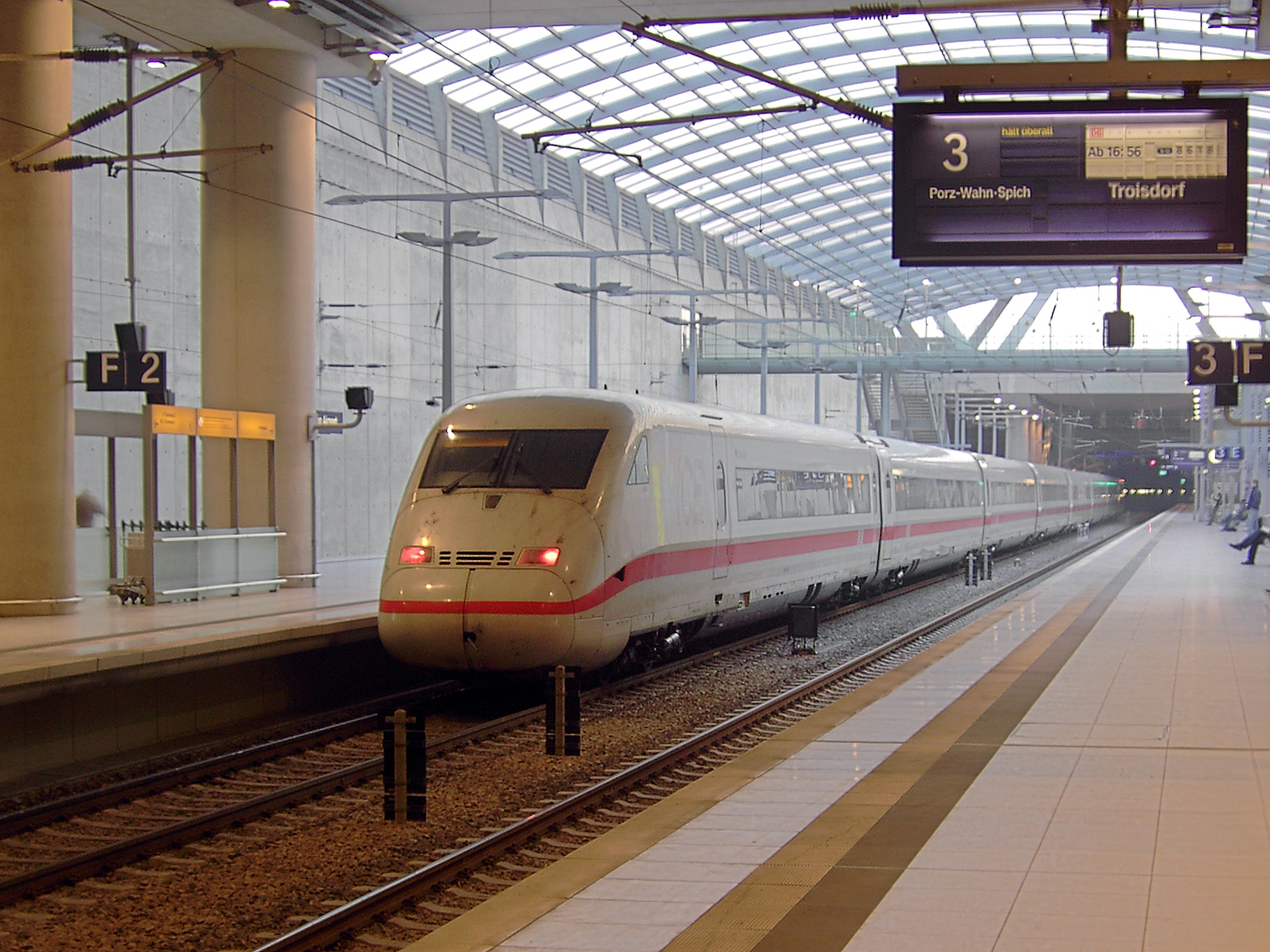
ICE 2 vonat az állomáson

Bahnhof Köln/Bonn Flughafen vasútállomás Németországban, Köln és Bonn közelében, a repülőtér mellett.

## Vasútvonalak
Az állomást az alábbi vasútvonalak érintik:
- Cologne Airport loop

## Kapcsolódó állomások
A vasútállomáshoz az alábbi állomások vannak a legközelebb:
- Köln Hauptbahnhof
- Köln Messe/Deutz (tief) station
- Porz-Wahn station
- Köln-Frankfurter Straße station

## Forgalom

### Távolsági forgalom
| Járat                | Útvonal | Ütem             |
| -------------------- | --- | ---------------- |
| ICE 10               | Berlin Ostbahnhof – Berlin Hbf – Hannover Hbf – Bielefeld Hbf – Hamm (Westf) – Dortmund Hbf – Duisburg Hbf – Düsseldorf Hbf (– Köln Messe/Deutz – Köln/Bonn Flughafen)                                     | Bizonyos vonatok |
| ICE 41               | (Dortmund Hbf –) Essen Hbf – Duisburg Hbf – Düsseldorf Hbf – Köln Messe/Deutz (– Köln/Bonn Flughafen) – Frankfurt Flughafen Fernbahnhof – Frankfurt (Main) Hbf – Würzburg Hbf – Nürnberg Hbf – München Hbf | Bizonyos vonatok |
| ICE 45               | Köln Hbf – Köln/Bonn Flughafen – Montabaur – Limburg Süd – Wiesbaden Hbf – Mainz – Mannheim Hbf – Heidelberg Hbf – Stuttgart Hbf                                                                           | Bizonyos vonatok |
| ICE 49               | Köln Hbf (– Köln/Bonn Flughafen) – Siegburg/Bonn – Montabaur – Limburg Süd – Frankfurt Flughafen Fernbahnhof – Frankfurt (Main) Hbf                                                                        | Bizonyos vonatok |
| ICE International 78 | Amsterdam Centraal – Arnhem – Duisburg Hbf – Düsseldorf Hbf – Köln Hbf (– Köln/Bonn Flughafen) – Frankfurt Flughafen Fernbahnhof – Frankfurt (Main) Hbf                                                    | Bizonyos vonatok |
| ICE International 79 | Brüsszel – Aachen Hbf – Köln Hbf (– Köln/Bonn Flughafen) – Frankfurt Flughafen Fernbahnhof – Frankfurt (Main) Hbf                                                                                          | Bizonyos vonatok |

### Regionális közlekedés
| Járat | Útvonal | Ütem       |
| ----- | --- | ---------- |
| RE 8  | Rhein-Erft-Express: Mönchengladbach Hbf – Rheydt Hbf – Rheydt-Odenkirchen – Hochneukirch – Jüchen – Grevenbroich – Rommerskirchen – Stommeln – Pulheim – Köln-Ehrenfeld – Köln Hbf – Köln Messe/Deutz – Köln/Bonn Flughafen – Troisdorf – Menden (Rheinl) – Bonn-Beuel – Bonn-Oberkassel – Niederdollendorf – Königswinter – Rhöndorf – Bad Honnef (Rhein) – Unkel – Erpel (Rhein) (Hétfőtől péntekig napi hat vonat) – Linz (Rhein) – Leubsdorf (Hétfőtől péntekig napi két vonat) – Bad Hönningen – Rheinbrohl (Hétfőtől péntekig bizonyos vonatok) – Neuwied – Engers – Vallendar – Koblenz-Ehrenbreitstein – Koblenz Hbf | 60 perc    |
| S 13  | Düren – Merzenich – Buir – Sindorf – Horrem – Frechen-Königsdorf – Köln-Weiden West – Köln-Lövenich – Köln-Müngersdorf Technologiepark – Köln-Ehrenfeld – Köln Hansaring – Köln Hbf – Köln Messe/Deutz – Köln Trimbornstraße – Köln Frankfurter Straße – Köln Bonn/Flughafen – Porz-Wahn – Spich – Troisdorf 1× täglich von/nach Aachen Hbf | 20/40 perc |
| S 19  | Düren – Merzenich – Buir – Sindorf – Horrem – Frechen-Königdorf – Köln-Weiden West – Köln-Lövenich – Köln-Müngersdorf Technologiepark – Köln-Ehrenfeld – Köln Hansaring – Köln Hbf – Köln Messe/Deutz – Köln Trimbornstraße – Köln Frankfurter Straße – Köln Bonn/Flughafen – Porz-Wahn – Spich – Troisdorf – Siegburg/Bonn – Hennef (Sieg) – Hennef Im Siegbogen – Blankenberg (Sieg)* – Merten (Sieg) – Eitorf – Herchen – Dattenfeld (Sieg) – Schladern (Sieg) – Rosbach (Sieg) – Au (Sieg) * Blankenberg nur einzelne Fahrten                                                                                            | 60 perc    |